# Eagles Salerno
La A.S.D Eagles Salerno comunemente chiamata Eagles Salerno è un club italiano di football americano di Salerno.
Gli Eagles nascono nel 2005 dopo il fallimento dei Seagulls Salerno, la storica squadra della città fondata nel 1985.
Disputano gli incontri interni allo stadio Donato Vestuti, capace di circa novemila posti.

## Nascita degli Eagles Salerno
Nel 2003 i Seagulls falliscono e dalle ceneri, nel 2005 nascono gli Eagles Salerno, affidati all'ex-tecnico, nonché fondatore degli Eagles, Mario Pironti; nel 2006 partecipano al campionato di Serie C.
Nella stagione 2009, partecipano alla Arena League classificandosi al terzo posto nel Girone E
Nella stagione 2011, si classificano al primo posto nel girone D del CIF9, ma perdono in semifinale dei play off contro i Cardinals Palermo per 22 a 30
Nella stagione 2012, partecipano nuovamente al CIF9, piazzandosi al primo posto nel girone C.

## Colori e simboli
In passato gli storici Seagulls adottavano i colori arancione e bianco, mentre gli Eagles Salerno adottano i colori blu, rosso e bianco.
Anche il simbolo è diverso: i Seagulls avevano come simbolo un elmetto arancione con una "S" bianca, mentre il simbolo degli Eagles è un'aquila

## Società

### Organigramma societario
dal sito internet ufficiale della società
- Ciro D'Amato - Presidente
- Matteo Marciano - Vicepresidente
- Aniello Luciani - Consigliere
- Armando Gualandi - Consigliere
- Pietro Somma - Consigliere
- Studio Legale Lentini - Consulente legale
- Vincenzo Nicolao - Consulente fiscale
- Armando Mancusi - Consulente fiscale

- Elio Sciumanò - Head Coach
- Andrea Niglio - Special Team coordinator
- Dr. Carmelo Concilio - Medico Sociale
- Dr. Alfonso Forte - Fisiatra

## Dettaglio stagioni

### Tornei nazionali

#### Campionato

##### Serie B (terzo livello)/C/Arena League/CIF9/Terza Divisione
| Stagione | regular season | regular season | regular season | regular season | regular season | regular season | playoff | playoff | playoff | playoff | playoff | playoff                  | playoff                      |
|          | Vin            | Par            | Per            | Tot            | PF             | PS             | Vin     | Per     | Tot     | PF      | PS      | risultato                | avversaria                   |
| -------- | -------------- | -------------- | -------------- | -------------- | -------------- | -------------- | ------- | ------- | ------- | ------- | ------- | ------------------------ | ---------------------------- |
| 2006     | 3              | 0              | 1              | 4              | 132            | 32             | 1       | 1       | 2       | 45      | 34      | C Bowl                   | Trucks Bari                  |
| 2007     | 6              | 0              | 0              | 6              | 228            | 73             | 0       | 1       | 1       | 13      | 16      | Quarti di finale         | Gladiatori Roma              |
| 2009     | 2              | 0              | 3              | 5              | 68             | 85             | -       | -       | -       | -       | -       | -                        | -                            |
| 2010     | 6              | 0              | 0              | 6              | 162            | 41             | 1       | 1       | 2       | 42      | 49      | Quarti di finale         | Sharks Palermo               |
| 2011     | 6              | 0              | 0              | 6              | 185            | 21             | 1       | 1       | 2       | 68      | 37      | Quarti di finale         | Cardinals Palermo            |
| 2012     | 5              | 0              | 1              | 6              | 217            | 48             | 1       | 1       | 2       | 34      | 41      | Quarti di finale         | Cardinals Palermo            |
| 2013     | 5              | 0              | 1              | 6              | 124            | 28             | 1       | 1       | 2       | 26      | 33      | Quarti di finale         | Gladiatori Roma              |
| 2014     | 6              | 0              | 0              | 6              | 253            | 46             | 1       | 1       | 2       | 33      | 39      | Quarti di finale         | Steelers Terni               |
| 2016     | 2              | 0              | 4              | 6              | 76             | 115            | -       | -       | -       | -       | -       | -                        | -                            |
| 2017     | 5              | 0              | 1              | 6              | 156            | 53             | 1       | 1       | 2       | 70      | 43      | Semifinale di conference | Steelers Terni               |
| 2018     | 5              | 0              | 1              | 6              | 136            | 48             | 1       | 1       | 2       | 24      | 52      | Quarti di conference     | Predatori Golfo del Tigullio |
| 2019     | 2              | 0              | 4              | 6              | 116            | 149            | -       | -       | -       | -       | -       | -                        | -                            |
| 2021     | 0              | 0              | 4              | 4              | 0              | 171            | -       | -       | -       | -       | -       | -                        | -                            |
| Totale   | 53             | 0              | 20             | 73             | 1853           | 910            | 8       | 9       | 17      | 355     | 344     |                          |                              |

Fonte: Enciclopedia del Football - A cura di Roberto Mezzetti

##### CSI 7-League
| Stagione | regular season | regular season | regular season | regular season | regular season | regular season | playoff | playoff | playoff | playoff | playoff | playoff   | playoff    |
|          | Vin            | Par            | Per            | Tot            | PF             | PS             | Vin     | Per     | Tot     | PF      | PS      | risultato | avversaria |
| -------- | -------------- | -------------- | -------------- | -------------- | -------------- | -------------- | ------- | ------- | ------- | ------- | ------- | --------- | ---------- |
| 2019     | 2              | 0              | 2              | 4              | 72             | 69             | -       | -       | -       | -       | -       | -         | -          |
| Totale   | 2              | 0              | 2              | 4              | 72             | 69             | -       | -       | -       | -       | -       |           |            |

Fonte: Enciclopedia del Football - A cura di Roberto Mezzetti

### Riepilogo fasi finali disputate
| Anno | Luogo      | Evento    | Fase del torneo  | Incontro                           | Risultato |
| 2006 | Bari       | C Bowl    | Finale           | Eagles Salerno - Trucks Bari       | 10 - 22   |
| 2007 | Salerno    | Nine Bowl | Quarti di finale | Eagles Salerno - Gladiatori Roma   | 13 - 16   |
| 2010 | Palermo    | Nine Bowl | Quarti di finale | Sharks Palermo - Eagles Salerno    | 40 - 0    |
| 2011 | Salerno    | Nine Bowl | Quarti di finale | Eagles Salerno - Cardinals Palermo | 22 - 30   |
| 2012 | Palermo    | Nine Bowl | Quarti di finale | Cardinals Palermo - Eagles Salerno | 34 - 16   |
| 2013 | Roma       | Nine Bowl | Quarti di finale | Gladiatori Roma - Eagles Salerno   | 21 - 12   |
| 2014 | Pellezzano | Nine Bowl | Quarti di finale | Eagles Salerno - Steelers Terni    | 2 - 31    |